# Шимановиці (Лодзинське воєводство)
Шимановиці (пол. Szymanowice) — село в Польщі, у гміні Здуни Ловицького повіту Лодзинського воєводства.
Населення — 148 осіб (2011).
У 1975-1998 роках село належало до Скерневицького воєводства.

## Демографія
Демографічна структура станом на 31 березня 2011 року:
|          | Загалом | Допрацездатний вік | Працездатний вік | Постпрацездатний вік |
| -------- | ------- | ------------------ | ---------------- | -------------------- |
| Чоловіки | 77      | 12                 | 51               | 14                   |
| Жінки    | 71      | 9                  | 39               | 23                   |
| Разом    | 148     | 21                 | 90               | 37                   |